# Франсис Карсак
Франсоа Борд (на френски: François Bordes) е световноизвестен френски учен праисторик, геолог, археолог и писател на произведения в жанра научна фантастика, фентъзи и документалистика. Пише художествена литерагура под псевдонима Франсис Карсак (на френски: Francis Carsac).

## Биография и творчество
Франсоа Борд е роден на 30 декември 1919 г. в Рив, Лот е Гарон, Франция. От малък е запален по историята и изследва уединените места на родния си край. Получава бакалавърска степен по ботаника в Бордо през 1938 г. и бакалавърска степен по геология през 1940 г. По време на Втората световна война е мобилизиран и на косъм избягва принудителен труд в Германия, като се наема като непълнолетен в Перигорд. Демобилизиран е през февруари 1941 г. През 1942 г. получава диплома по обща химия и минералогия през 1943 г. в Тулуза. През 1944 г. се записва като доброволец във Френските вътрешни сили на Съпротивата, ранен е от граната през ноември, и е демобилизиран през 1945 г.
През 1951 г. защитава докторска степен с дисертация на тема „Кватернерните тини на басейна на Сена - стратиграфия и палеолитна археология“. В периода 1945 – 1955 г. работи в Националния център за научни изследвания. През 1956 г. става професор по кватернерна геология и праистория във Факултета по природни науки на университета в Бордо. Там той основава Институт за праистория и кватернерна геология. В периода 1957 – 1975 г. е и директор на Праисторическите антики на Аквитания (регионален уредник по археология към Министерството на културата). Като учен той обновява подхода за изследване на праисторическите литични индустрии, като въвежда статистически изследвания в типологията и разширява използването на експериментално изрязване на кремък. Става известен сред археолозите със способността си да възпроизвежда древни каменни инструменти с проста техника, наречена „метод на Борд“. Той ръководи археологическите разкопки в много обекти с първостепенно значение в Югозападна Франция. Автор е на над 200 статии относно праисторията и кватернерната геология. Сборници с негови университетски лекции са публикувани след смъртта му.
Автор е на научнофантастични романи под псевдонима Франсис Карсак. Романите му резонират с актуални въпроси, вариращи от контрола на климата до расизма и алчността, и представят историите на герои, чиито предизвикателства и триумфи са ясно свързани с много от проблемите, с които се сблъсква съвременното общество. Фантастиката му става мнтого популярна в СССР и Източна Европа.
Франсоа Борд умира от инфаркт на 30 април 1981 г. в Тусон, докато е на посещение в университета на Аризона. Погребан е в Карсак в департамента Дордон.

## Произведения

### Самостоятелни романи
- Les Robinsons du Cosmos (1955)[2][3]
Робинзоновците на Космоса, изд.: ОФ, София (1961), прев. Слави Боянов
- Terre en fuite (1960)
- Pour patrie l'espace (1962)[4]
- Sur un monde stérile (1997, написан 1945).

### Поредица „Лигата на човешките земи“ (Ligue des Terres Humaines)
1. Ceux de nulle part (1954)[1][2]
2. Ce monde est nôtre (1962)[4]

### Поредица „Терай Лапрад?“ (Teraï Laprade?)
1. La Vermine du lion (1966)[2][3]
Лъвовете на Елдорадо, изд. ИК „Квазар“ (2002), прев. Вълкана Христова
2. Dans les montagnes du destin (1971)
Планините на съдбата, изд. ИК „Квазар“ (2002), прев. Вълкана Христова
3. Les mains propres (1981)

### Новели
- Hachures (1954)[3]
- Taches de rouille (1954)
- Genèse (1958)
- L'Homme qui parlait aux martiens (1958)
- Le Baiser de la vie (1959)
- Sables morts (1959)
- La Revanche des Martiens (1959)
- Quelle aubaine pour un anthropologue ! (1959)
- Les pauvres gens (1959)
- La Voix du loup (1960)
Гласът на вълка, сп. „Наука и техника“ (1982), прев. Александър Хрусанов
- Premier Empire (1960)
- Une fenêtre sur le passé (1961)
- L'Ancêtre (1962)
- Dans les montagnes du destin (1971)
- Le Dieu qui vient avec le vent (1972)
- Tant on s'ennuie en Utopie (1975)
- L'homme qui voulut être Dieu (1970)
- Les Mains propres (1981)
- Celui qui vint de la grande eau (1982)

### Документалистика
- Principes d'une méthode d'étude des techniques de débitage et de la typologie du Paléolithique ancien et moyen (1950)
- A Tale of two caves (1972)
- Typologie du Paléolithique ancien et moyen (1988)
- Leçons sur le Paléolithique (1984)